# Аз, Графинята
„Аз, Графинята“ е български игрален филм (драма) от 1989 година на режисьора Петър Попзлатев, по сценарий на Раймонд Вагенщайн и Петър Попзлатев. Оператор е Емил Христов. Музиката във филма е композирана от Георги Генков.

## Актьорски състав
- Светлана Янчева – Сибила Николова – Графинята
- Катя Паскалева – Мария
- Ицхак Финци – Д-р Геренски
- Жорета Николова
- Илия Добрев – Пайряза
- Ирен Кривошиева – Вили
- Самуел Финци – Слона
- Таня Шахова – момиче от лагера
- Вълчо Камарашев – бай Кольо (Куцият Бил)
- Петър Попйорданов – Бойко
- Александър Дойнов – Тони
- Мария Статулова – Др. Геренска
- Радослав Блажев
- Едуард Захариев – Рангел, бащата на Бойко
- Христо Гърбов – Начо
- Джони Пенков

С участието на:
- Петър Слабаков – началник
- Кръстьо Лафазанов – Старшината Пенко
- Мартина Вачкова – Дона, миячката
- Дарина Павлова (като Дарина Георгиева)
- Цветана Енева
- Цветан Ватев
- Боряна Пунчева – Паола
- Златко Златков
- Иван Дойчев
- Тодор Тодоров
- Димитър Георгиев
- Николай Ламбринов
- Иво Огнянов
- Илиан Балинов
- Царева Беева
- Десислава Попзлатева
- Ина Попова
- Енчо Енчев
- Димитър Милушев – човек от сватбата
- Детелин Кандев
- Ана Гунчева
- Иван Савов
- Илия Илиев
- Петър Чолаков – полковник Чолаков (не е посочен в надписите на филма)

## Награди
- „Награда на критиката“ на XIII МКФ на Червенокръстките и здравни филми, (Варна, 1989).
- „Наградата за женска роля“ на Светлана Янчева на XIII МКФ на Червенокръстките и здравни филми, (Варна, 1989).
- „Награда за женска роля“ на Светлана Янчева, ФБИФ, (София, 1990).
- „Награда за най-добър филм“, (Торино, Италия, 1989).
- „Наградата на публиката“, (Торино, Италия, 1989).
- „Награда за най-добър европейски дебют“ – (Анже, Франция, 1990).
- „Сребърен делфин“ – за режисура, (Троя, 1990).
- „Сребърен делфин“ – за операторска работа, (Троя, 1990).